# Киселяк (Тузла)
Киселяк (босн. Kiseljak) — деревня в общине Тузла, Тузланский кантон, Федерация Боснии и Герцеговины, Босния и Герцеговина. Расположена на северо-восточной оконечности озера Модрак.

## Население
По данным переписи населения 2013 года в деревне проживает 917 человек.
Национальный состав: босняки — 48,85%, цыгане — 35,66%, хорваты — 8,288%, другие — 7,202%.